# Far Cry Instincts: Predator
Far Cry Instincts: Predator (2006) är ett av de datorspel som ingår i spelserien Far Cry. Spelet är utvecklat av Ubisoft och är släppt till Xbox 360. Spelet inkluderar Far Cry: Evolution. I spelet finns många olika fordon.

## Handling
Spelaren tar i spelet rollen som Jack Carver, en man som tillsammans med en kvinna åker till en ö i Stilla havet. Jack somnar på båten och när han vaknar så är det helikoptrar i luften och de spränger båten. Jack hoppar i vattnet och från och med det ögonblicket kan spelaren styra honom. Jack simmar in till ön och har bara med sig en kniv. Där hittar han ett headset och får kontakt med en man som heter Doyle som erbjuder Jack hjälp. Efter en tid kommer Jack längre och djupare in i ön. Där inser han att ön döljer dinosaurier och genmanipulerade människor och djur. Under spelets gång får han själv nya egenskaper.